# 好色龍
好色龍，或稱HornyDragon、龍大，是一位台灣的網路紅人，約於2010年以前活躍於PTT網路論壇，2013年Google台灣名人搜尋排行榜第二名。在 2011 年前後，開始經營自己的部落格「好色龍的網路生活觀察日誌」，主要放上翻譯的各種有趣圖片、漫畫、歐美動畫、影片等等，2020年12月該網站瀏覽次數已超過4.6億人次。而後翻譯量越來越大，將歐美動畫翻譯獨立成為另一個部落格，更因翻譯彩虹小馬動畫而被認為是獸迷文化的推廣者。另外還曾翻譯探險活寶、金屬啟示錄等動畫。由於其對網路論壇的熟悉與翻譯的能力，其翻譯內容也屢屢登上新聞版面。現今已是台灣地區重要的網路迷因傳播者。曾負責翻譯桌遊及書籍。在訪談中曾表示長輩圖是一種有趣的本土化網路迷因。

## 被新聞引用之創作內容
- 台灣駭客組織匿名者臺灣行動因廣大興28號事件利用DDoS攻擊癱瘓多個菲國政府網站[11]。
- 2020年12月14日Google伺服器全球大當機[12]。
- 許崑源看板遭惡搞後製[13]。
- 「聽我說榮恩，這玩意比魔杖好用多了！」 [14]
- 許多網友紛紛在《大雄的新恐龍》宣傳照下方狂刷留言「小夫我要進來了」[15] 。
- 蔡英文論文被傳到境外網站[16][17]。
- 《還願》實況亂劇透！網狂刷留言暴雷…[18]
- 驚! 90年代經典舞曲「瑪卡蓮娜」 原來這麼淫穢[19][20]
- 高房價永遠買不起　無奈自嘲：的確是草莓族[21]。